# Sky Italia
 (juillet 2025).
Si vous disposez d'ouvrages ou d'articles de référence ou si vous connaissez des sites web de qualité traitant du thème abordé ici, merci de compléter l'article en donnant les références utiles à sa vérifiabilité et en les liant à la section « Notes et références ».
Sky Italia est un bouquet payant de télévision par satellite diffusé en Italie, lancé le 31 juillet 2003. Il est issu de la fusion des deux bouquets concurrents italiens TELE+ Digitale et Stream TV. L'offre est retransmise sur les satellites Hot Bird à 13 degrés Est apppartenant à l'opérateur Eutelsat. Sky Italia est détenu par le groupe Sky, filiale de Comcast. Le bouquet utilise le contrôle d'accès VideoGuard et nécessite un dispositif de désembrouillage numérique. Il comprend plus de 170 chaînes de télévision, radios ou services interactifs.

## Histoire
En 2003, les deux bouquets TELE+ Digitale et Stream TV fusionnent pour former Sky Italia. En juin 2008, Sky compte 4,5 millions d'abonnés et atteint 5 millions d'abonnés fin 2011. En juillet 2014, BSkyB annonce l'acquisition de Sky Deutschland et de Sky Italia, respectivement détenues à 57 % et à 100 % par 21st Century Fox, pour neuf milliards de dollars. Le 20 janvier 2020, Vision lance sa branche de vente internationale, Vision Distribution International.

## Chaînes
(juillet 2025).
- Sky Meteo 24
- Sky Sport 24
- Sky TG24 (Informations)
- Sky Arte (Lifestyle,Documentaire)
- Sky Primafila
- Sky Storia
- Sky Uno (Divertissements, Series TV)
- Sky Atlantic (Series TV)
- Sky Sport Uno
- Sky Sport Serie A
- Sky Sport Football
- Sky Sport Arena
- Sky Sport Collection
- Sky Sport NBA (Basket)
- Sky Sport F1
- Sky Sport MotoGP
- Sky Cinema Uno (Films)
- Sky Cinema Due (Films)
- Sky Cinema Collection
- Sky Cinema Family
- Sky Cinema Action
- Sky Cinema Romance
- Sky Cinema Suspense
- Sky Cinema Action
- Sky Cinema Drama
- Sky Cinema Comedy
- Italia Teen Television